# Metrotècnia

La metrotècnia és la tecnologia o el conjunt de tècniques que estudia les mesures. A diferència de la metrologia, que se centra en la part teòrica i definició de mesura, la metrotècnia s'ocupa de la realització de la mesura pròpiament dita, l'ús dels instruments, la seva contracció i conservació, les seves instruccions d'ús, i tot el que té a veure amb els treballs de mesurament.
La metrologia com a ciència i la metrotècnia com a tecnologia, solen estudiar-se juntes, metrologia i metrotècnia, atès que les referències mútues són constants, cal tenir en compte que la metrotècnia no defineix magnituds, ni sistemes d'unitats; s'ocupa des del punt de vista pràctic dels mesuraments.
Partirem d'un sistema d'unitats, el sistema internacional d'unitats, definit i consolidat que aquí no discutirem.